# Los siete contra Tebas
Los siete contra Tebas (en griego antiguo: Ἑπτὰ ἐπὶ Θήβας, Heptá epí Thēbas) es uno de los episodios más dramáticos de la mitología griega, siendo por ello uno de los preferidos por los dramaturgos clásicos, que incluyeron fragmentos de esta historia en sus obras; en especial, Sófocles, con su serie de Edipo, y Esquilo, que recogió la historia de los siete contra Tebas en la obra del mismo título.
El mito refiere el intento fallido de conquistar la ciudad de Tebas, en Beocia. Esta ciudad, rodeada de una muralla con siete puertas, estaba defendida por Etéocles, hijo de Edipo. El ejército atacante estaba liderado por siete paladines, aunque no todas las fuentes coinciden en sus identidades, por lo que son nueve los nombres citados en las fuentes clásicas:
- Adrasto, rey de Argos;
- Anfiarao, de Argos, adivino y cuñado del rey Adrasto;
- Hipomedonte, de Micenas;
- Capaneo, de Argos, arrogante y gigantesco;
- Partenopeo, de Arcadia, de gran belleza y arrogancia;
- Tideo, de Calidón, yerno de Adrasto;
- Polinices, de Tebas, hijo de Edipo —hermano, por tanto, de Etéocles pero totalmente enemistado con él— y también yerno de Adrasto;
- Etéoclo, de Argos;[nota 1]
- Mecisteo, hermano de Adrasto.[1]

El conflicto principal gira en torno a los hermanos Etéocles y Polinices.

## Orígenes del conflicto
La historia de los siete contra Tebas podría entenderse como la continuación del drama personal de Edipo, rey de esta ciudad localizada en Beocia que, tal como predijo el oráculo, mató a su padre y se casó con su madre, si bien no era consciente de la verdadera identidad de estos. Cuando el adivino Tiresias desveló el verdadero origen de Edipo y, en consecuencia, su parricidio y posterior incesto, la reina Yocasta (madre y esposa de Edipo a la vez) se ahorcó en su palacio poseída por la vergüenza. Edipo, desesperado, cogió un alfiler del vestido de Yocasta y se sacó los ojos con él. 
El hermano de Yocasta, Creonte, tomó las riendas de la ciudad y desterró a Edipo, que se fue huyendo de las Erinias y maldiciendo a sus dos hijos, Etéocles y Polinices, por el trato vejatorio que había recibido de ellos. 
Los hijos (y hermanos) de Edipo decidieron entonces hacerse cargo del trono tebano alternándose cada año uno en el poder. Pero cuando pasó el primer año Etéocles se negó a abdicar en su hermano y lo desterró de la ciudad alegando que no era apto para reinar. 
Entonces Polinices se dedicó a buscar aliados para su causa. Irónicamente acudió a Colono para pedir a su padre, Edipo, que le apoyara, pues se decía que un aliado de Edipo siempre saldría vencedor. Sin embargo, Polinices se encontró con una nueva maldición por parte de su padre, que sentenció que sus dos hijos se matarían entre sí y le vaticinó que nunca reinaría.
Decepcionado, Polinices buscó apoyos en la ciudad de Argos, donde reinaba el rey Adrasto.

## Las hijas de Adrasto
Adrasto, rey de Argos tenía dos hijas llamadas Argía y Deípile que, teniendo en cuenta la riqueza de Argos, eran pretendidas por los mejores príncipes de toda Grecia. Esto puso en un dilema a su padre, pues temía que cuando eligiera a los dos maridos de sus hijas, el resto se convertirían en enemigos. Por esto acudió al oráculo de Delfos, que le aconsejó que unciera a su carro al león y al jabalí que luchaban en su palacio. Sin entender el significado de la respuesta, Adrasto se volvió a su ciudad. 
No tardó mucho en descifrar el mensaje del oráculo, pues esa misma noche tuvo que separar a dos de sus ilustres huéspedes, que se habían enfrascado en una dura pelea que empezó al jactarse cada uno de las bondades de su respectiva ciudad. Se trataba de Polinices de Tebas y de Tideo de Calidón, que en la lucha portaban cada uno en sus escudos los emblemas de sus ciudades, es decir, el león (símbolo de Tebas) y el jabalí de Calidón. Siguiendo las instrucciones del oráculo, Adrasto casó a Argía con Polinices y a Deípile con Tideo. Sin embargo ambos príncipes estaban desterrados de sus reinos, Polinices por los hechos comentados anteriormente y Tideo por haber matado a su hermano Melanipo, que si bien él argumentó que se había tratado de un accidente de caza, no fue creído por su padre, pues se había profetizado que Melanipo le mataría a él. Para congraciar a sus nuevos yernos y engrandecer su poder en la zona, Adrasto les prometió restaurarles en sus respectivos tronos, siendo así como un conflicto interno de Tebas se convertiría en una guerra entre dos reinos.

## Anfiarao y Erífile

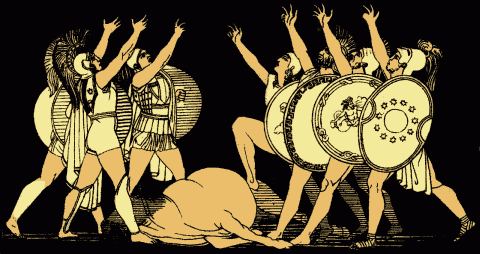
El juramento de los siete paladines. Ilustración de Alfred Church, 1897.

Adrasto decidió que primero marcharían sobre Tebas, pues estaba más cerca de Argos y todavía se encontraba revuelta por los incidentes de Edipo y su familia. Todos sus comandantes se mostraron de acuerdo a excepción de Anfiarao, que predijo que todos morirían en el asalto a Tebas menos Adrasto y, por lo tanto, se negaba a participar en la marcha. Al conocer esta respuesta Adrasto embistió furioso contra Anfiarao, con el que ya arrastraba viejos rencores, y le hubiera matado allí mismo si no hubiera intercedido Erífile, hermana del primero y esposa del segundo, que arrancándoles las espadas de las manos les hizo jurar que siempre acatarían su decisión. 
Entonces Tideo y Polinices, que eran los que más beneficios esperaban de esta guerra, decidieron sobornar a Erífile para que convenciera a su marido de que se uniera a la expedición. Le ofrecieron el collar mágico que Afrodita, la diosa del amor, había regalado a Harmonía, una antepasada de Polinices. El collar hacía irresistiblemente bella a la mujer que se lo pusiera, por lo que Erífile, que estaba obsesionada por el paso de la edad, aceptó el soborno y ordenó a su marido y a su hermano que iniciaran la marcha contra Tebas.
Siete fueron los paladines que encabezaron esta expedición: el rey Adrasto, su cuñado Anfiarao el adivino, Hipomedonte, Capaneo,  Partenopeo de Arcadia, Polinices de Tebas y Tideo de Calidón.

## Los siete en Nemea
Cuando la expedición llegó a la ciudad de Nemea pidieron al rey Licurgo que les diese de beber. Este ordenó a Hipsípila, la nodriza de su hijo, que les condujera a un manantial. La esclava, que anteriormente había sido una princesa, dejó al niño en el suelo mientras guiaba a los argivos hasta la fuente más cercana, pero cuando volvieron descubrieron que una serpiente había matado al bebé. Anfiarao insistió en que esa era una señal de mal agüero, por lo que Adrasto, intentando ahuyentar este mal presagio, enterró al niño e instauró los juegos Nemeos en su honor, que se celebrarían cada cuatro años y que constaban de siete pruebas (en las que resultaron vencedores cada uno de los jefes de la expedición). Los juegos estaban dedicados al hijo de Licurgo, por lo que desde entonces los participantes llevan túnicas negras y los vencedores se ciñen una corona de perejil, considerado como una señal de luto.

## El asedio a la ciudad
Cuando los siete se acercaron a Tebas, enviaron a Tideo para que convenciese a Etéocles de que abdicara pacíficamente en su hermano. Como era de esperar, el hijo de Edipo rechazó esta propuesta, por lo que se dio como oficialmente declarada la guerra que seguiría. 
Tideo desafió uno a uno a todos los tebanos que quisieran luchar contra él. Salió vencedor de todos los combates, por lo que pronto no hubo en Tebas nadie que intentase salvar a la ciudad del desastre. Entonces cada uno de los comandantes de la expedición se apostaron delante de las siete puertas de la ciudad, dando comienzo al asedio. 
El ciego Tiresias, consultado por Etéocles, profetizó que los tebanos triunfarían sólo si un príncipe de la casa real se inmolaba en sacrificio a Ares, pues el dios todavía reclamaba una compensación por la muerte de su dragón a manos de Cadmo, el antepasado de los reyes de Tebas. Inmediatamente Creonte se ofreció voluntario para el sacrificio, pero su hijo Meneceo no se lo consintió y se suicidó en la cueva del dragón, calmando así la ira del dios de la guerra.
La profecía de Tiresias se cumplió: cuando los siete pensaban que tenían la victoria y Capaneo empezó a trepar por las murallas de Tebas, Zeus lo mató con su rayo por haber dicho tras ser rechazado en una puerta, que ni el mismo Zeus la hubiera atravesado. Esta señal divina animó a los tebanos, que salieron de la ciudad y causaron estragos en el ejército argivo, matando, entre otros, a Partenopeo y a Hipomedonte.
La amenaza que cernía sobre Tideo también se realizó, pues fue herido mortalmente por un tebano que casualmente se llamaba Melanipo, como su hermano. Atenea intercedió a favor de Tideo, por el que sentía predilección, y acudió al campo de batalla con una pócima que le hubiera curado. Pero Anfiarao, que odiaba a Tideo y a Adrasto por haberle obligado a marchar hacia una muerte segura, la vio llegar y, adelantándose, le ofreció a Tideo la cabeza de Melanipo, convenciéndole de que si se comía el cerebro de su asesino se recuperaría de su herida. 
Tideo siguió sus instrucciones justo cuando llegaba Atenea con la poción mágica, pero cuando la diosa vio esta aberración, vertió el elixir en la tierra y se retiró decepcionada.

## El fin de la contienda

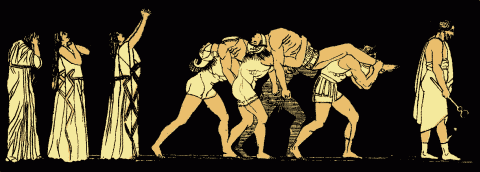
Etéocles y Polinices sacados de la ciudad tras la batalla de Tebas, del mismo autor

Para evitar más derramamiento de sangre, Polinices propuso que se decidiera la cuestión mediante un combate singular entre él y su hermano. Etéocles aceptó el reto, pero en la lucha que siguió ambos contendientes se atravesaron mutuamente con su espada y murieron uno junto al otro. 
A partir de entonces Creonte capitaneó el ejército tebano hasta la victoria. Los argivos se retiraron diezmados, Adrasto huyó a lomos del caballo alado Arión y Anfiarao hubiera muerto si Zeus no hubiera abierto con un rayo la tierra a su paso justo cuando iba a ser atravesado por la espada de un enemigo. Desde entonces se cuenta que Anfiarao y su auriga Batón son los únicos vivos que habitan en el mundo de los muertos.

## La muerte de Creonte
Dada por finalizada la guerra, Creonte se proclamó rey de Tebas y declaró traidores a Polinices y a sus seguidores, prohibiendo, bajo pena de muerte, el darles sepultura. Pero su sobrina Antígona desafió su decreto y salió en la oscuridad de la noche para incinerar a su hermano. Creonte la sorprendió y, viendo también una buena oportunidad para librarse de una enemiga potencial, la condenó a ser enterrada viva en la tumba de Polinices. Encargó a su hijo Hemón esta tarea, pero el joven, que era amante de Antígona, primero le suplicó piedad y después, al no conseguirla, huyó con su amada, se refugiaron entre unos pastores y tuvieron un hijo al que llamaron Meón.   
Mientras tanto, Adrasto había ido a Atenas para suplicar al rey Teseo que intercediera ante la crueldad de que los cadáveres de sus héroes no pudieran ser recogidos y honrados por sus familiares. El ejército reunido por Teseo derrotó al ejército tebano y dio los cuerpos de los argivos a sus familias para que recibieran la debida sepultura. 
Como culmen a la tragedia, Evadne, la esposa de Capaneo, no quiso separarse de su marido ni en la muerte y se arrojó viva a la pira funeraria. 
Otra versión afirma que el adivino Tiresias hizo ver a Creonte que los dioses no estaban de acuerdo con su actitud, y le convenció de que sepultara a los vencidos. Pero cuando el rey, de mala gana, se disponía a enterrar a los argivos y a liberar a Antígona, esta se había ahorcado para evitar ser enterrada viva. Hemón esperó a su padre en la tumba de Polinices y le asesinó cuando este acudía a cumplir la palabra dada a Tiresias. Después el joven se suicidó a los pies del cuerpo pendiente de su amada Antígona con la misma espada con la que había matado a su padre. Eurídice —no es la mencionada en el mito de Orfeo sino una hija de Anfiarao y Erifile—, la esposa de Creonte y madre de Hemón, también se suicidó al conocer la muerte de ambos.

## Conclusión
La marcha de los siete contra Tebas fue definida y considerada como la primera de las grandes guerras en Grecia, pues hasta entonces todas habían tenido como contendientes a países vecinos. Por esto destacó la marcha del ejército argivo desde el Peloponeso hasta Beocia, y su búsqueda de aliados en países como Arcadia o Mesenia. También los tebanos solicitaron ayuda de lugares tan lejanos como Fócide. Aunque la escena se repetiría en otras guerras como la de Troya, esta expedición también fue novedosa por la forma en que se desarrolló: un ejército derrotado en campo abierto se refugia en sus fortificaciones y otro ejército inexperto en asedios sufre las bajas provocadas por los proyectiles lanzados desde la ciudad y es finalmente derrotado cuando el contrario observa su debilidad y sale de su refugio.
También cabe destacar que la victoria sobre los siete no supuso, ni mucho menos, el fin de los problemas en Tebas. Diez años después, los hijos de los paladines argivos muertos en la contienda planearon su venganza en la expedición que se conoce como de los epígonos, de la que salieron vencedores.